# Polynemus
Polynemus is een geslacht van straalvinnige vissen uit de familie van draadvinnigen (Polynemidae). De wetenschappelijke naam is gepubliceerd in 1758 door Linnaeus in de tiende editie van Systema naturae.

## Soorten
- Polynemus aquilonaris Motomura, 2003
- Polynemus bidentatus Motomura & Tsukawaki, 2006
- Polynemus dubius Bleeker, 1854
- Polynemus hornadayi Myers, 1936
- Polynemus kapuasensis Motomura & van Oijen, 2003
- Polynemus multifilis Temminck & Schlegel, 1843
- Polynemus paradiseus Linnaeus, 1758